# Aédón
Aédón görög mitológiai alak, az epheszoszi Pandareósz leánya. Homérosz szerint Zéthosz thébai király felesége és Itüsz (vagy Itülosz) anyja. 

## Történet
Adoné sógornőjének, Niobének (Amphiónnak, Zéthosz testvérének felesége), 6 fia és 6 lánya volt. Ez olyan irigységgel töltötte el, hogy elhatározta, megöli a legidősebb fiút. Tévedés folytán viszont saját fiát, Itüszt ölte meg. A gyászoló anya fájdalmát Zeusz úgy enyhítette, hogy csalogánnyá változtatta. Az Aédón görögül csalogányt jelent. A költő szerint a madár szomorú éneke a fiát sirató Aédón gyászdala.

### Polytechnus felesége
Egy másik, későbbi mondában is megjelenik Antoninus Liberalis nyomán. Itt Aédón apja és fia ugyancsak Pandareósz valamint Itüsz, férje a kolophóni művész, Polytechnus. Elbizakodottságukban azzal dicsekednek, hogy jobban szeretik egymást, mint Zeusz és Héra. Héra Eriszt küldi, hogy viszályt szítson köztük. Polytechnus egy széket készít, Aédón egy szőttest, és abban versenyeznek, hogy ki végez hamarabb. Megegyeznek, hogy a győztes egy rabszolgát kap a másiktól ajándékba. Polytechnus nagyon mérges lett, miután Aédón nyert. Meglátogatta feleségének apját, és azt hazudva, hogy Aédón a húgát, Chelidonist szeretné látni, magával vitte a lányt. Hallgatásra kényszerítve saját nővérének ajándékozta. Chelidonis egyszer azt hívén, hogy nem hallják, kegyetlen sorsáról énekel. Ezt Aédón meghallván bosszút forral férje ellen. A két testvér megöli Itüszt, és ételként szolgálják fel Polytechnusnak, aki saját fiát fogyasztja el. Ezután apjukhoz menekülnek. Az utánuk siető Polytechnust ez lekötözteti, mézzel borítja be, és a rovarok prédájává teszi. Aédon ekkor annyira megsajnálja férjét, hogy segítségére siet. Családja ezért meg akarja ölni őt. Ekkor Zeusz mindannyiukat különféle madarakká változtatja. Ez a monda a Philomélé és Prokné mítoszához hasonlóan (ebben Itüsz neve jelenik meg) etimológiai eredetre utal.